# 1349 (band)
1349 er et black metal-band fra Norge. Bandet blev dannet i 1997, da bandet Alvheim gik fra hinanden og flere af medlemmerne ønskede at danne et nyt black metal band. 1349 har modtaget usædvanlige mængder opmærksomhed grundet medlemskabet af den velkendte black metal-trommeslager Frost fra Satyricon. Navnet 1349 blev valgt af bandet, da netop 1349 var året, hvor byldepesten spredtes til Norge, da et skib fra England, hvor hele besætningen var dræbt af pesten, ankom til landet.

## Biografi
1349 opstod som nævnt af resterne af Alvheim i 1997 med Ravn som sanger og trommeslager, Seidemann på bas og Balfori på guitar. I løbet af de første år indspillede de en demo, der imidlertid aldrig skulle blive udgivet og Balfori forlod umiddelbart efter bandet. I 1999 indspillede de endnu en demo kaldet Chaos Prefered, der som den første ikke blev udgivet. Efter indspilningen indså bandet, at der var et behov for endnu en guitarist og fandt frem til Archaon, der med sin teknik og sit fartprægede guitarspil var perfekt for gruppen og dens udvikling mod en decideret stil.
I 2000 besluttede bandet sig for at indspille promoverende materiale igen, og på dette tidspunkt blev Frost fra Satyricon foreslået at indspille materialets trommer, da netop han var kendt for at kunne levere det krævede tempo. Frost blev imidlertid så imponeret af hvad, det lykkedes bandet at indspille, at han foreslog at blive et fast medlem af bandet. Efter udgivelsen blev de af pladeselskabet Holycaust Records tilbudt en pladekontrakt og det promoverende materiale blev udgivet som en mini-cd. Året efter udgav bandets sin første fuldlængde, Liberation. Denne plade bestod af black metal-genrens karakteristiske lydscenarier kombineret med et for genren usædvaligt yderst højt tempo. Omkring dette tidspunkt begyndte bandet at turnere med andre bands som Gorgoroth og Cadaver Inc. og senere optrådte de også selv på Hole in the Sky-festivallen i Bergen, Norge, såvel som til andre koncertarragementer i Europa. Cd'en Liberation blev udgivet på Candlelight Records i år 2003.
Albummet skulle blive en stor succes i den på dette tidspunkt stigende populære black metal-scene og bandet turnerede i endnu flere lande i den efterfølgende periode; bl.a. til den tyske festival With Full Force, med prominente bands som Zyklon, Moonspell og My Dying Bride. Efter denne turné vendte bandet tilbage til studierne for at indspille en opfølger til Liberation, og i 2004 udkom Beyond the Apocalypse, der på flere måder forsøgte at være mørkere og ondere end bandets debutalbum, og samtidig gjorde brug af genrens mere klassiske kunstarter fra begyndelsen af det forrige årti. Igen turnerede bandet Europa og optrådte bl.a. til Aalborg metalfestival og på The Rock i København.
Bandets 3. album, Hellfire, udkom i oktober 2005, og forsøgte som dens forgænger at holde fast i genrens rødder, blot med et øget tempo.

## Diskografi

### Studieudgivelser
- 1349 [ep] – (2000)
- Liberation – (2003)
- Beyond the Apocalypse – (2004)
- Hellfire – (2005)
- Revelations of the Black Flame – (2009)
- Demonoir – (2010)
- Massive Cauldron of Chaos – (2014)
- The Infernal Pathway – (2019)

### Demoer og bootlegs
- Demo [Demo] – (1998)
- Chaos Preferred [Demo] – (1999)
- With Full Force [Bootleg] – (2003)

## Bandmedlemmer

### Aktuelle medlemmer
- Ravn – Vokal – (1997-)
- Archaon (Idar Burheim) – Guitar – (1999-)
- Seidemann (Tor Stavenes) – Bas – (1997-)
- Frost (Kjetil Haraldstad) – Trommer – (2000-)
- Tony Laureno – Trommer – (2006- )

### Tidligere medlemmer
- Balfori (Lars Larsen) – Guitar – (1997-1998)
- Tjalve (Andrè Kvebek) – Guitar – (1997-2006)